# 窩咸森林足球會
窩咸森林足球會（Waltham Forest Football Club），是一間來自英格蘭沃爾瑟姆森林區的球會，在2013年7月宣布經過伊爾福德的五年後返回自治市鎮，並在窩咸旅館運動場的前地獲得租約，他們在艾塞克斯郡高級聯賽的第一個賽季拿到賽季的第11名，目前於英格蘭足球依斯米安聯賽甲組北角逐。

## 榮譽
盃賽
- 艾塞克斯郡高級盃（2005–06季度）
- 倫敦高級盃（1990–91季度）

## 外部連結
- 窩咸森林官方網站 （页面存档备份，存于）